# Осада Салвадора
Осада Салвадора (англ. Siege of Salvador) — важный эпизод борьбы периода Войны за независимость Бразилии.
В колониальной Бразилии Баия была традиционным плантационно-рабовладельческой провинцией. До 80 % её населения составляли афро-бразильцы, среди которых были как номинально свободные батраки, так и (большинство) эксплуатируемые плантаторами негры-рабы. В Баии идеи независимости подхватили широкие слои простого народа. Этим она отличалась от соседнего Минас-Жерайса, где они распространились в основном среди мелкой буржуазии и мещанства, желавшего большей внутренней автономии в ведении торгово-административных дел. Кульминацией движения стала длительная и, в конце концов, успешная осада бразильским народным ополчением столицы провинции города Салвадор (2 марта 1822 — 8 июля 1823), в ходе которой португальские войска вынуждены были покинуть крепость и город.
После того как португальские войска выбили сторонников независимой Бразилии из Салвадора, в ноябре 1822 года последние встретились в городе Марагожипи, в 23 километрах от Кашуэйры, и решили, что все они будут на стороне Педру и против португальской короны. В Кашуэйре под председательством Мигеля Кальмона ду Пин-э-Алмейда было организовано новое правительство, чтобы возглавить сопротивление. Муниципалитеты организовали обучение войск, рытье окопов. Сторонники независимости прибывали из глубинки. Стратегические позиции были заняты на островах Реконкаво, в Пирахе и Кабриту. Начались боевые действия, и новости о них распространились по провинции и остальной части страны. В октябре 1822 года из Рио-де-Жанейро прибыло первое подкрепление патриотов под командованием французского генерала Пьера Лабатю. Лабатю принял на себя командование операциями, позже его заменил в этом качестве генерал Жозе Жоаким ди Лима-э-Сильва.
Португальцы попытались прорвать осаду и открыть путь к северу от Баии. Бой при Кабриту длился почти целый день, при этом португальцы атаковали с помощью канонерских лодок, но всё же в тот же день отступили. Получив подкрепление, Мадейра ди Мелу нанес крупный удар по бразильским ополченцам в Пирахе, но бразильцы, справившись с неожиданной ситуацией, контратаковать в штыки и рассеяли деморализованного противника. После этой катастрофы португальцы не отваживались совершать вылазки из осаждённого города, в котором царил голод. В мае 1823 года под командованием Томаса Кокрейна к побережью провинции прибыла эскадра для участия в морской блокаде столицы провинции.
2 июля Мадейра ди Мелу, осознав бесперспективность дальнейшего сопротивления и не желая капитулировать, погрузил свой оставшийся гарнизон, около четырех тысяч пятисот человек, на борт 83 кораблей и покинул Салвадор. В тот же день бразильские войска вошли в город. После захвата Салвадора Баия подчинилась власти императора Педру.